# هاید (آلبوم ویکس)
هاید آهنگی است که توسط گروه ویکس ضبط شده‌است. این آهنگ به عنوان مینی آلبوم در تاریخ ۲۰ می ۲۰۱۳ توسط کمپانی جلی‌فیش منتشر شد. این آلبوم به منزلهٔ اولین مینی آلبوم ویکس می‌باشد که در تاریخ ۳۱ ژوئیه ۲۰۱۳ آلبوم دیگری با عنوان جکیل که ریپکیج این آلبوم محسوب می‌شد، با آهنگ اصلی "توی فوق‌العاده" منتشر شد.

## تک‌آهنگ‌ها

### هاید
متن این آهنگ توسط کیم آنا و راوی نوشته شده و آهنگسازی آن توسط هوانگ سه‌جون و تیم سوئدی دی‌سی صورت پذیرفت. کارگردانی این موزیک‌ویدیو به عهدهٔ هونگ وون‌کی از زَنی‌بروز بود که او سابقهٔ کار با ویکس را قبلاً هم در کارنامهٔ خود داشته‌است.
پرروموشن این آلبوم از تاریخ ۲۳ می آغاز شد و در تاریخ ۳۰ ژوئن به پایان رسید.

### توی فوق‌العاده
آهنگ اصلی آلبوم جکیل، با عنوان "توی فوق‌العاده" توسط کیم آنانوشته شده و آهنگسازی آن به عهدهٔ هیوک شین، دی‌کی، راس لارا و تاد رایت بوده‌است. موزیک ویدیوی این آهنگ هم توسط هونگ وون‌کی از زَنی‌بروز کارگردانی شده و پروموشن‌های این آلبوم از ۱ آگوست شروع و در ۸ سپتامبر به پایان رسید.

## لیست آهنگ‌ها
※ آهنگ پررنگ شده، آهنگ اصلی آلبوم می‌باشد.
| هاید       | هاید                                                 | هاید                              | هاید                                                 | هاید  |
| شماره      | نام                                                  | سراینده                           | آهنگساز                                              | مدت   |
| ---------- | ---------------------------------------------------- | --------------------------------- | ---------------------------------------------------- | ----- |
| ۱.         | «تاریکی رو روشن کن» (어둠 속을 밝혀줘)               | راوی                              | هیوک شین، دی‌کِی، راس لارا                             | ۰۳:۰۱ |
| ۲.         | «هاید»                                               | کیم آنا، راوی (رپ)                | هوانگ سه‌جون، دی‌سی                                    | ۰۳:۱۶ |
| ۳.         | «تو مال منی» (그만 버티고 همراه با مین‌آه از گرلز دی) | کیم جی‌هیانگ، راوی (رپ)            | ملودیزاین، پارک گیونگ‌هیون                            | ۰۳:۴۵ |
| ۴.         | «آشوب»                                               | کیم جی‌هیانگ، ملودیزاین، راوی (رپ) | ملودیزاین                                            | ۰۲:۵۴ |
| ۵.         | «نامه‌ی عاشقانه»                                      | کیم جی‌هیانگ، ملودیزاین            | هوانگ سه‌جون، ملودیزاین                               | ۰۴:۳۵ |
| ۶.         | «هاید» (بی‌کلام)                                      |                                   | هوانگ سه‌جون، آلبی آلبرتسون، ریکی هانلی، کریستین لیند | ۰۳:۱۶ |
| مجموع مدت: | مجموع مدت:                                           | مجموع مدت:                        | مجموع مدت:                                           | ۲۱:۰۰ |

| جکیل - نسخه‌ی ریپکیج | جکیل - نسخه‌ی ریپکیج                                   | جکیل - نسخه‌ی ریپکیج               | جکیل - نسخه‌ی ریپکیج                | جکیل - نسخه‌ی ریپکیج |
| شماره               | نام                                                   | سراینده                           | آهنگساز                            | مدت                 |
| ------------------- | ----------------------------------------------------- | --------------------------------- | ---------------------------------- | ------------------- |
| ۱.                  | «جکیل»                                                |                                   | ملودیزاین                          | ۰۰:۴۳               |
| ۲.                  | «توی فوق‌العاده» (대. 다. 나. 다. 너)                  | کیم آنا                           | هیوک شین، دی‌کِی، راس لارا، تاد رایت | ۰۳:۳۰               |
| ۳.                  | «چی‌کار کنم» (어떡하지)                                | اِی‌آی‌اِس، راوی                      | مایکل مک‌گریتی، ترزا هاستون         | ۰۳:۰۸               |
| ۴.                  | «تاریکی رو روشن کن» (어둠 속을 밝혀줘)                | راوی                              | هیوک شین، دی‌کِی، راس لارا           | ۰۳:۰۱               |
| ۵.                  | «هاید»                                                | کیم آنا، راوی (رپ)                | هوانگ سه‌جون، دی‌سی                  | ۰۳:۱۶               |
| ۶.                  | «تو مال منی» (그만 버티고 (همراه با مین‌آه از گرلز دی) | کیم جی‌هیانگ، راوی (رپ)            | ملودیزاین، پارک گیونگ‌هیوک          | ۰۳:۴۵               |
| ۷.                  | «آشوب»                                                | ملودیزاین، کیم جی‌هیانگ، راوی (رپ) | ملودیزاین                          | ۰۲:۵۴               |
| ۸.                  | «نامه‌ی عاشقانه»                                       | ‌کیم جی‌هیانگ، ملودیزاین            | هوانگ سه‌جون، ملودیزاین             | ۰۴:۳۵               |
| ۹.                  | «توی فوق‌العاده» (بی‌کلام)                              |                                   | هیوک شین، دی‌کِی، راس لارا، تاد رایت | ۰۳:۳۰               |
| مجموع مدت:          | مجموع مدت:                                            | مجموع مدت:                        | مجموع مدت:                         | ۲۹:۰۰               |

## نامزدی‌ها و جوایز
| سال               | جایزه              | نامزد کار | نتیجه    |
| ----------------- | ------------------ | --------- | -------- |
| جوایز موسیقی سئول |                    |           |          |
| ۲۰۱۴              | جایزه بونسانگ      | هاید      | برنده    |
| جوایز دیسک طلایی  |                    |           |          |
| ۲۰۱۴              | دیسک جایزه بونسانگ | جکیل      | نامزدشده |

## نمودار عملکرد

### آلبوم
| نمودار                        | وضعیت در نمودار | وضعیت در نمودار | فروش           |
| نمودار                        | هاید            | جکیل            | فروش           |
| ----------------------------- | --------------- | --------------- | -------------- |
| کره جنوبی (جدول موسیقی گائون) | ۳               | ۳               | - کره: ۱۸۱٬۴۹۹ |
| جدول هفتگی موسیقی تایوان      | ۸               | ۵               | - کره: ۱۸۱٬۴۹۹ |
| بیلبورد (موسیقی جهانی)        | ۷               | —               | - کره: ۱۸۱٬۴۹۹ |

### سینگل
| نمودار                        | وضعیت در نمودار | وضعیت در نمودار |
| نمودار                        | "هاید"          | "توی فوق‌العاده" |
| ----------------------------- | --------------- | --------------- |
| کره جنوبی (جدول موسیقی گائون) | ۳۵              | ۱۴              |
| جدول هفتگی موسیقی تایوان      | ۵۷              | ۱۳              |
| بیلبورد (موسیقی جهانی)        | ۶               | ۱۰              |

## تاریخ انتشار
| منطقه         | تاریخ                                    | فرمت                  | برچسب       |
| ------------- | ---------------------------------------- | --------------------- | ----------- |
| کره جنوبی     | ۲۱ مارس ۲۰۱۳ (هاید) ۳۱ ژوئیه ۲۰۱۳ (جکیل) | سی دی، دانلود دیجیتال | جلی‌فیش سی‌جِی |
| در سراسر جهان | ۲۱ مارس ۲۰۱۳ (هاید) ۳۱ ژوئیه ۲۰۱۳ (جکیل) | دانلود دیجیتال        | جلی‌فیش      |